# La Croix-du-Perche
La Croix-du-Perche és un municipi francès, situat al departament de l'Eure i Loir i a la regió de Centre – Vall del Loira. L'any 2007 tenia 202 habitants.

## Demografia

### Població
El 2007 la població de fet de La Croix-du-Perche era de 202 persones. Hi havia 82 famílies, de les quals 20 eren unipersonals (4 homes vivint sols i 16 dones vivint soles), 33 parelles sense fills i 29 parelles amb fills.
La població ha evolucionat segons el següent gràfic:
Habitants censats

### Habitatges
El 2007 hi havia 135 habitatges, 84 eren l'habitatge principal de la família, 35 eren segones residències i 16 estaven desocupats. Tots els 135 habitatges eren cases. Dels 84 habitatges principals, 62 estaven ocupats pels seus propietaris, 18 estaven llogats i ocupats pels llogaters i 3 estaven cedits a títol gratuït; 1 tenia una cambra, 6 en tenien dues, 25 en tenien tres, 22 en tenien quatre i 29 en tenien cinc o més. 70 habitatges disposaven pel capbaix d'una plaça de pàrquing. A 37 habitatges hi havia un automòbil i a 41 n'hi havia dos o més.

### Piràmide de població
La piràmide de població per edats i sexe el 2009 era:
| Homes | Edats   | Dones |
| ----- | ------- | ----- |
| 0     | 95 o +  | 0     |
| 0     | 90 a 94 | 4     |
| 1     | 85 a 89 | 1     |
| 0     | 80 a 84 | 1     |
| 9     | 75 a 79 | 5     |
| 4     | 70 a 74 | 5     |
| 2     | 65 a 69 | 4     |
| 6     | 60 a 64 | 6     |
| 2     | 55 a 59 | 4     |
| 8     | 50 a 54 | 6     |
| 4     | 45 a 49 | 3     |
| 7     | 40 a 44 | 7     |
| 9     | 35 a 39 | 4     |
| 5     | 30 a 34 | 5     |
| 2     | 25 a 29 | 4     |
| 4     | 20 a 24 | 6     |
| 9     | 15 a 19 | 0     |
| 2     | 10 a 14 | 3     |
| 7     | 5 a 9   | 6     |
| 3     | 0 a 4   | 5     |

## Economia
El 2007 la població en edat de treballar era de 118 persones, 93 eren actives i 25 eren inactives. De les 93 persones actives 86 estaven ocupades (48 homes i 38 dones) i 7 estaven aturades (2 homes i 5 dones). De les 25 persones inactives 13 estaven jubilades, 6 estaven estudiant i 6 estaven classificades com a «altres inactius».

### Ingressos
El 2009 a La Croix-du-Perche hi havia 82 unitats fiscals que integraven 201 persones, la mediana anual d'ingressos fiscals per persona era de 17.746 €.

### Activitats econòmiques
Dels 7 establiments que hi havia el 2007, 1 era d'una empresa alimentària, 2 d'empreses de construcció, 1 d'una empresa d'informació i comunicació, 1 d'una empresa immobiliària, 1 d'una empresa de serveis i 1 d'una empresa classificada com a «altres activitats de serveis».
Dels 3 establiments de servei als particulars que hi havia el 2009, 2 eren fusteries i 1 perruqueria.
L'any 2000 a La Croix-du-Perche hi havia 17 explotacions agrícoles que ocupaven un total de 957 hectàrees.

## Poblacions més properes
El següent diagrama mostra les poblacions més properes.